# セリー・オーク・ポンプ場

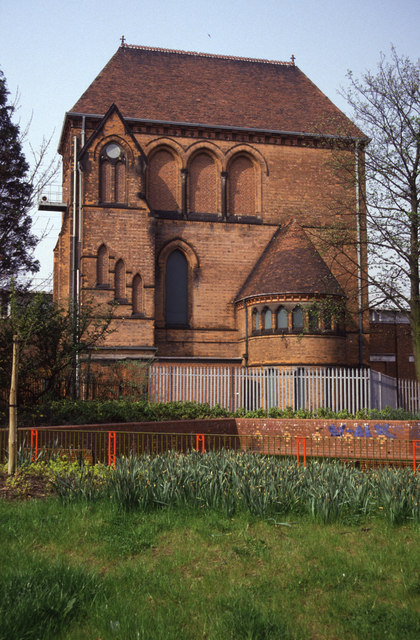
セリー・オーク・ポンプ場の東面。建物のすぐ背後（西側）にはクロス＝シティ線の高架が走っている。

セリー・オーク・ポンプ場(セリー・オーク・ポンプじょう、英語: Selly Oak Pumping Station)は、イングランド中部バーミンガム市セリー・オークで、1878年から1920年まで稼働していたポンプ場。

## 歴史
セリー・オーク・ポンプ場は、1878年にバーミンガム事業団水道局(Birmingham Corporation Water department)によって建設され、建物直下の井戸から、家庭用に給水される水を汲み上げるために、ボールトン・アンド・ワット社製の蒸気機関が設置されていた。
ゴシック建築風の建物の設計は、マーティン・アンド・チェンバレン(Martin & Chamberlain)によるものである。建物の外見は、フランスのゴシック建築による王族の礼拝堂のようになっている。東面のファサードには上部のブラインド・アーケード、階段状に細いブラインド・アーケードを配したタレット、高窓(clerestory)を配したアプスが配されている。
ポンプ場としての施設は、1904年にエラン用水路(Elan aqueduct)が当地まで開通すると不要となったが、予備施設として1920年までそのまま残された。その後、建物は変電所に転用された。
セリー・オーク・ポンプ場は1982年7月8日に指定建造物 (listed building) のグレード2に指定されている。